# Müller Würzbourg Hofbräu
Pour les articles homonymes, voir Müller.
Le Müller Würzbourg Hofbräu est un club allemand de tennis de table.

## Histoire du club
Créé en 1996 sur les ruines du TTC Wurzbourg Kickers, le Müller Würzbourg Hofbräu démarre son histoire directement en deuxième division, division dans laquelle était engagé le TTC Wurzbourg. Il ne faudrait que deux ans au club pour remonter en première division et s'y maintenir. 5 ans plus tard, le club est sacré champion d'Allemagne et atteint également la finale de l'ETTU Cup, battu par le SV Pluderhausen. Qualifié pour la ligue des champions la saison suivante, le club se hisse jusqu'aux quarts de finale mais s'incline contre Charleroi. Le club retourne en finale de ETTU Cup deux ans après sa première finale mais s'incline une nouvelle fois contre le Borussia Düsseldorf. Le club échoue encore en quarts de finale de la ligue des champions la saison suivante face à Niederosterreich. Dès la fin de la saison 2007/2008, le club fusionne son équipe première avec celle du TTC Frickenhausen et devient le TTC Muller-Frickenhausen/Wurzbourg. Mais les résultats ne suivent pas : élimination en phase de poules et contre-performance en championnat en échouant aux portes des places qualificatives pour la prochaine ligue des champions. La fusion s'arrête alors et le club repart dans les championnats amateurs.

## Palmarès
- Championnat d'Allemagne (1)
  - Champion en 2005
- ETTU Cup
  - Finaliste en 2005 et 2007

## Ancien Pongistes
- Petr Korbel
- Leung Chu Yan
- Feng Zhe
- Evgueni Chtchetinine